# Planistromella torsifoliorum
Planistromella torsifoliorum är en svampart som beskrevs av A.W. Ramaley 1995. Planistromella torsifoliorum ingår i släktet Planistromella och familjen Planistromellaceae.   Inga underarter finns listade i Catalogue of Life.